# Helmut Preißler

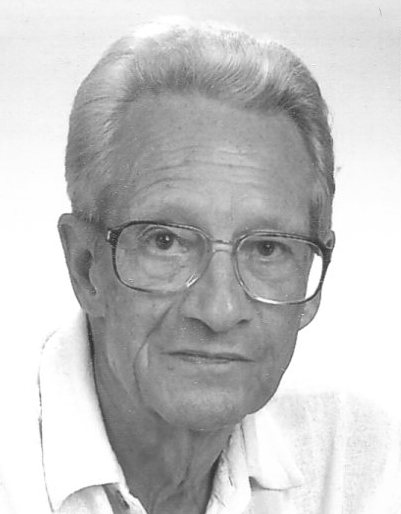
Helmut Preißler (2009)

Helmut Preißler (* 16. Dezember 1925 in Cottbus; † 20. Dezember 2010 in Bad Saarow) war ein deutscher Lyriker, Schriftsteller und Nachdichter.

## Biografie
Helmut Preißler wurde 1925 in Cottbus geboren. Er absolvierte eine Lehre im Straßen- und Tiefbau. Anschließend begann er ein Studium der Wasserwirtschaft. Preißler trat zum 10. Juli 1943 der SA bei. Aus dem Studium heraus wurde Preißler im Zweiten Weltkrieg zur Wehrmacht eingezogen. Von 1945 bis Ende 1947 war er in belgischer Kriegsgefangenschaft. 1948 wurde Preißler bei der Entminung des Rheins eingesetzt. Nach einem Neulehrerlehrgang war er von 1948  bis 1955 als Lehrer in Cottbus tätig. Es folgten 1955 bis 1958 Studium und Assistenz am Institut für Literatur in Leipzig. 1958 bis 1965 war er Kulturfunktionär des FDGB im EKO Eisenhüttenstadt. Daneben diente er seit 1960 unter dem Decknamen „Anton“ als Inoffizieller Mitarbeiter des Ministeriums für Staatssicherheit der DDR. Ab 1962 leitete Preißler einen Zirkel schreibender Soldaten des Kommandos der Grenztruppen. 1965 bis 1981 arbeitete er als Kulturfunktionär am Kleist-Theater Frankfurt (Oder). Preißler wurde Mitglied des Vorstandes der Deutschen Schriftstellerverbandes. 1967 bis 1972 war er Redakteur und Mitglied des Redaktions-Kollegiums der Zeitschrift Neue Deutsche Literatur. Im Jahr 1974 wurde er Mitglied in der SED-Bezirksleitung Frankfurt (Oder). Zeitweise war Preißler Abgeordneter im Bezirkstag Frankfurt (Oder). 1982 bis 1987 in der Abteilung Kultur beim Rat der Stadt ebenda. Seit 1975 lebte Helmut Preißler in Bad Saarow. Dort verstarb er am 20. Dezember 2010.
Er veröffentlichte Gedichte, war als Nachdichter und Herausgeber tätig, war Kinderbuchautor und arbeitete für Rundfunk und Theater. Preißler galt als überzeugter Anhänger der SED und veröffentlichte u. a. das Gedicht „Keiner kommt durch, Genossen“, das den Bau der Berliner Mauer verteidigte.

„Verfasser von holzschnittartigen Agitprop-Gedichten, oft mit Hang zur Idyllik; war einer der meistgedruckten DDR-Autoren, da er schnell das für tagespolitische Interessen Verwertbare lieferte; seine affirmative Lyrik über den Aufbau des Sozialismus galt der SED als vorbildlich.“

## Preise
- 1960: Kunstpreis der FDJ
- 1966: Heinrich-Heine-Preis des Ministeriums für Kultur der DDR
- 1971: Nationalpreis der DDR
- 1974: Vaterländischer Verdienstorden

## Werke (Auswahl)
| - Stimmen der Toten. Gedichte, Verlag Volk und Welt, Berlin 1957 - Stimmen der Lebenden. Gedichte, Verlag Volk und Welt, Berlin 1958 - Berichte der Delegierten. Gedichte, Verlag Neues Leben, Berlin 1959 - Stimmen aus den Brigaden. Verlag Neues Leben, Berlin 1960 - Stimmen der Nachgeborenen. Gedichte, Verlag Neues Leben, Berlin 1961 - Stimmen, Verlag Neues Leben, Berlin 1962 - Zwischen Gräsern und Sternen. Gedichte, Verlag Neues Leben, Berlin 1963 - Redet ein menschliches Wort. Gedichte, Verlag Neues Leben, Berlin 1964 - Wege und Begegnungen. Verlag Neues Leben, Berlin 1968 - Sommertexte. Verlag Neues Leben, Berlin 1968 - Poesiealbum 9; Verlag Neues Leben, Berlin 1968 - Poesiealbum 31; Verlag Neues Leben, Berlin 1970 - Glück soll dauern. Verlag Neues Leben, Berlin 1971 - Farbiger Traum. Gedichte, Verlag Neues Leben, Berlin 1972 - Gedichte. 1957–1975; Verlag Neues Leben, Berlin 1973 - Himmelblau und Fröhlichsein. Kinderbuchverlag, Berlin 1973 - Dies ist mein Land. Militärverlag der DDR, Berlin 1974 - Meine Sehnsucht: Der Mensch. Verlag Neues Leben, Berlin 1974 - Erträumte Ufer. Verlag Neues Leben, Berlin 1979 - Da sagte Fips. Kinderbuchverlag, Berlin 1979 - Träume und Taten. Militärverlag der DDR, Berlin 1980 - Cuba. Verlag Neues Leben, Berlin 1981 | - Mein erstes Leben. Verlag Neues Leben, Berlin 1983 - Lotoskerne. Verlag Neues Leben, Berlin 1984 - Ausgewählte Gedichte. Verlag Neues Leben, Berlin 1985 - Der Traum im Bambushaus. Kinderbuchverlag, Berlin 1986 - Postleitzahlen-Limericks. Verlag Neues Leben, Berlin 1986 - Ich will mit dir leben. Gedichte, Tribüne Verlag, Berlin 1988, ISBN 3-7303-0278-7 - Grün atmet die Erde. Gedichte, Verlag Neues Leben, Berlin 1988, ISBN 3-355-00659-9 - Wir wandern durch den Winterwald. Kinderbuchverlag, Berlin 1989 - Durch den Tag laufen. Gedichte, Geschichten, Bilder, Verlag Tribüne, Berlin 1989, ISBN 3-7303-0434-8 - Postleitzahlen-Limericks von Aachen bis Zwesten; Kiro-Verlag, Berlin 1993, ISBN 3-929220-03-2 - Gründe oder wer nicht die Kehre macht. Autobiographie 1990-1997; GNN-Verlag, Schkeuditz 1997, ISBN 3-929994-89-5 - Schmieg dich mir an. deARTsig, Glinna (Polen) 2002 - Simpl reimt. deARTsig, Glinna (Polen) 2002 - So viel Leben. Verl. Die Furt, Jacobsdorf 2010 |

## Hörspiele und Features
- 1973: Die Maximen des Kaisyn Kulijew – Regie: Fritz-Ernst Fechner (Feature – Rundfunk der DDR)